# Huisvleermuis
De huisvleermuis (Molossus molossus) is een vleermuis uit de familie van de bulvleermuizen (Molossidae).

## Kenmerken
De huisvleermuis is een relatief kleine soort (hoewel groter dan M. barnesi). De rugvacht is bruin, de buikvacht wat lichter. De totale lengte bedraagt 95,0 tot 105,0 mm, de staartlengte 34,0 tot 44,0 mm, de voorarmlengte 37,6 tot 39,9 mm, de achtervoetlengte 9,0 tot 13,0 mm, de oorlengte 12,0 tot 13,0 mm, de tibialengte 11,3 tot 15,2 mm en het gewicht 11,3 tot 17,4 g (gebaseerd op 25 exemplaren uit Paracou in Frans-Guyana).

## Verspreiding
Deze soort komt voor van Sinaloa en Coahuila in Mexico tot Noord-Argentinië en Uruguay en op de Florida Keys en op de Grote en Kleine Antillen inclusief Aruba, Curaçao, Bonaire, Isla Margarita en Trinidad en Tobago.

## Ondersoorten
Binnen deze soort worden enkele niet algemeen geaccepteerde ondersoorten onderscheiden (naast de typische molossus ook debilis Miller, 1913, fortis Miller, 1913, milleri Johnson, 1952, pygmaeus Miller, 1900, tropidorhynchus Gray, 1839 en verrilli J.A. Allen, 1908), maar de verspreiding van de ondersoorten is onduidelijk. Soorten als Molossus aztecus, Molossus barnesi en Molossus coibensis, die voor een groot deel in hetzelfde gebied als de huisvleermuis voorkomen, werden tot voor kort ook tot M. molossus gerekend, terwijl de ondersoort pygmaeus ook nog een aparte soort zou kunnen zijn.